# 新建北路街道
新建北路街道，是中华人民共和国山西省大同市平城区下辖的一个乡镇级行政单位。2021年3月，撤销新建北路街道，原新建北路街道的惠达、花园里、大齿、苹果园、互助里清远西街6个社区居委会为清远街道的行政区域。

## 行政区划
新建北路街道下辖以下地区：
互助里社区、团结里社区、苹果园社区、花园里社区、卫星里社区、大齿社区和惠达社区。